# Drei Zinnen Alpine Run
La Drei Zinnen Alpine Run est une course de montagne reliant le village de Sesto au refuge Antonio Locatelli dans le Trentin-Haut-Adige en Italie. Elle a été créée en 1998.

## Histoire
En 1997, Ludwig Tschurtschenthaler souhaite créer une course de montagne dans sa région au pied des Tre Cime di Lavaredo (Drei Zinnen en allemand) qu'il considère comme les plus belles montagnes du monde. La première édition a lieu le 13 septembre 1998. Les jours avant la course, la météo se dégrade et de la neige est annoncée. Ludwig et son comité décide que la course doit tout de même avoir lieu. Ils mobilisent des volontaires équipés de pelles pour dégager les passages les plus compliqués. Le départ est retardé d'une heure et le soleil fait son retour, offrant de bonnes conditions aux 314 coureurs qui rallient la ligne d'arrivée,,.
Entre 2002 et 2006, le parcours est rallongé à 21 km pour 1 500 m de dénivelé. Le parcours ne passe plus par la Büllelejochhütte mais contourne le Monte Paterno et emprunte le Paternsattel pour rejoindre la cabane. La course est alors renommée Dreizinnen-Marathon.
L'édition 2015 bat le record d'inscriptions avec plus de 1 000 inscrits dont 973 coureurs sur la course principale,.
En 2017, de fortes précipitations forcent les organisateurs à utiliser à nouveau un parcours de remplacement. Se basant sur celui de l'année précédente, il mesure 13,4 km pour 1 105 m de dénivelé. Le départ est donné mais après quelques minutes, l'hélicoptère devant amener les habits de rechange de coureurs n'a toujours pas pu décoller en raison d'un épais brouillard. Soucieux de la santé des participants, les organisateurs se résolvent à annuler la course.
En 2019, la course rejoint le calendrier de la Coupe du monde de course en montagne. Petro Mamu et Sarah Tunstall remportent la victoire en battant chacun le record du parcours.

## Parcours
Le départ est donné dans le village de Sesto où le parcours effectue une petite boucle. Il rejoint celui de Moos puis remonte le val Fiscalina. Il monte ensuite en direction de la Zsigmondhütte et contourne le Einserkofel en passant par le point culminant à 2 528 m à la Büllelejochhütte. Il redescend finalement jusqu'à l'arrivée au refuge Antonio Locatelli. Il est emprunté de 1998 à 2001, puis à nouveau depuis 2007. Il mesure 17,5 km pour 1 350 m de dénivelé.
De fortes pluies rendent les vols en hélicoptère impossibles lors de l'édition 2008. Avec les températures basses, les organisateurs ne veulent pas que les coureurs se retrouvent en altitude sans habits de rechange. Un tracé alternatif de 11,2 km et 790 m de dénivelé ralliant la station supérieure du téléphérique de Helm est mis en place.
En 2016, de la neige sur le chemin menant à la Büllelejochhütte force les organisateurs à revoir le parcours. Il rejoint directement le refuge Antonio Locatelli en passant par l'Altensteintal. Il mesure 12 km pour 1 300 m.
En raison des mesures sanitaires liées à la pandémie de Covid-19, le parcours est légèrement modifié en 2020. La boucle dans le village de Sesto est supprimée. Il est ainsi raccourci à 15,2 km.
Des conditions hivernales en 2024 contraignent les organisateurs à abaisser l'arrivée à la station supérieure du téléphérique de Helm. Le parcours mesure 9,8 km pour 789 m de dénivelé.

## Vainqueurs
| Année | Hommes            | Temps           | Femmes               | Temps           |
| ----- | ----------------- | --------------- | -------------------- | --------------- |
| 1998  | Marco Gaiardo     | 1 h 23 min 25 s | Nathalie Santer      | 1 h 49 min 18 s |
| 1999  | Marco Gaiardo     | 1 h 23 min 46 s | Izabela Zatorska     | 1 h 38 min 20 s |
| 2000  | Emanuele Manzi    | 1 h 23 min 22 s | Izabela Zatorska     | 1 h 35 min 17 s |
| 2001  | Jonathan Wyatt    | 1 h 19 min 58 s | Anna Pichrtová       | 1 h 31 min 47 s |
| 2002  | Jan Bláha         | 1 h 46 min 11 s | Anna Pichrtová       | 2 h 0 min 54 s  |
| 2003  | Thierry Icart     | 1 h 47 min 58 s | Ruth Pickvance       | 2 h 11 min 43 s |
| 2004  | Jonathan Wyatt    | 1 h 40 min 17 s | Anna Pichrtová       | 1 h 57 min 54 s |
| 2005  | Jonathan Wyatt    | 1 h 40 min 35 s | Anna Pichrtová       | 1 h 56 min 14 s |
| 2006  | Martin Cox        | 1 h 45 min 27 s | Anna Frost           | 2 h 6 min 1 s   |
| 2007  | Antonio Molinari  | 1 h 28 min 54 s | Antonella Confortola | 1 h 46 min 44 s |
| 2008  | Helmut Schiessl   | 44 min 50 s     | Antonella Confortola | 53 min 52 s     |
| 2009  | Helmut Schiessl   | 1 h 28 min 51 s | Anna Frost           | 1 h 42 min 59 s |
| 2010  | Jonathan Wyatt    | 1 h 26 min 23 s | Maria Grazia Roberti | 1 h 44 min 45 s |
| 2011  | Jonathan Wyatt    | 1 h 29 min 2 s  | Maria Grazia Roberti | 1 h 51 min 0 s  |
| 2012  | Gabriele Abate    | 1 h 26 min 16 s | Maria Grazia Roberti | 1 h 47 min 36 s |
| 2013  | Petro Mamu        | 1 h 22 min 44 s | Renate Rungger       | 1 h 49 min 28 s |
| 2014  | Jonathan Wyatt    | 1 h 27 min 58 s | Victoria Kreuzer     | 1 h 48 min 10 s |
| 2015  | Andrzej Długosz   | 1 h 31 min 1 s  | Antonella Confortola | 1 h 48 min 6 s  |
| 2016  | Petro Mamu        | 1 h 2 min 6 s   | Sara Bottarelli      | 1 h 16 min 24 s |
| 2017  | Course annulée    | Course annulée  | Course annulée       | Course annulée  |
| 2018  | Anton Palzer      | 1 h 29 min 31 s | Michelle Maier       | 1 h 42 min 34 s |
| 2019  | Petro Mamu        | 1 h 22 min 36 s | Sarah Tunstall       | 1 h 41 min 44 s |
| 2020  | Manuel Innerhofer | 1 h 24 min 15 s | Dimitra Theocharis   | 1 h 39 min 58 s |
| 2021  | Petro Mamu        | 1 h 20 min 56 s | Kaisa Mäkäräinen     | 1 h 41 min 11 s |
| 2022  | Cesare Maestri    | 1 h 27 min 14 s | Sara Bottarelli      | 1 h 46 min 59 s |
| 2023  | Hannes Perkmann   | 1 h 27 min 41 s | Sara Bottarelli      | 1 h 47 min 0 s  |
| 2024  | Filippo Barizza   | 47 min 1 s      | Sara Bottarelli      | 52 min 53 s     |

 Record de l'épreuve